# Pride (Kendrick Lamar)
Pride è un brano musicale del rapper statunitense Kendrick Lamar, settima traccia del quarto album in studio Damn, pubblicato il 14 aprile 2017.
Il brano è stato scritto da Lamar, Steve Lacy, Anna Wise e Anthony Tiffith e prodotto da Lacy e Tiffith, con la produzione aggiuntiva di Bēkon. Pride è entrato nelle classifiche settimanali di più paesi nel 2017.

## Descrizione
Il produttore Steve Lacy ha affermato che ha creato la base musicale della canzone usando il suo iPhone 6. Lacy ha inoltre detto che prima dell'uscita della canzone, il brano era originariamente intitolato Wasn't There prima di essere ribattezzato con l'attuale titolo.
La canzone ha un tempo di 139 bpm ed è in chiave di Mi minore.
Poco dopo l'uscita di Damn, un verso del brano scritto ma poi cancellato dalla canzone è stato pubblicato dal vicepresidente di Top Dawg Entertainment, sulla pagina Instagram.

## Accoglienza
In una recensione, Maeve McDermott di USA Today ha recensito il brano come una canzone non così memorabile, ma merita di essere ascoltata per il suo piacevole mix di influenze.

## Performance
Lamar ha cantato Pride dal vivo al Coachella Valley Music and Arts Festival il 23 aprile 2017.

## Tracce
Testi e musiche di Kendrick Duckworth, Steve Lacy, Anna Wise, Anthony Tiffith.
1. Pride – 4:35

## Formazione
- Kendrick Lamar - voce
- Steve Lacy - produzione, voce di sottofondo
- Anna Wise - voce di sottofondo
- Anthony Tiffith - produzione
- Bēkon - produzione aggiuntiva, voce aggiuntiva
- Derek Ali - ingegneria del suono
- Tyler Page - missaggio
- Cyrus Taghipour - assistenza ingegneria

## Classifiche
| Classifica (2017)     | Posizione massima |
| --------------------- | ----------------- |
| Canada                | 32                |
| Francia               | 91                |
| Irlanda               | 35                |
| Nuova Zelanda         | 34                |
| Paesi Bassi           | 67                |
| Portogallo            | 25                |
| Regno Unito           | 49                |
| Repubblica Ceca       | 82                |
| Slovacchia            | 42                |
| Svezia                | 72                |
| Stati Uniti           | 37                |
| Stati Uniti (hip hop) | 22                |